# Калінін Гаврило Григорович
Гаврило Григорович Калінін (15 серпня 1922 , Воскресенка, Омська губерніяd  — 22 березня 1995 , Київ ) — радянський військовий діяч. Герой Радянського Союзу (31.03.1943), генерал-майор танкових військ. Депутат Верховної Ради УРСР 6-го скликання (1963—1967 рр.).

## Біографія
Народився в селянській родині в селі Воскресенка, тепер Калачинського району Омської області, Російська Федерація. 
Закінчивши сім класів, працював складачем, заступником начальника цеху в друкарні «Камчатська правда». У 1941 році переїхав у місто Сталінград і працював на метизному заводі.
У Червоній армії з липня 1941 року. У 1942 році закінчив Сталінградське військове танкове училище. Учасник німецько-радянської війни з жовтня 1942 року. Воював на Південно-Західному, Донському, 2-му Українському фронтах. Служив командиром танку 441-го танкового батальйону 110-ї танкової бригади 18-го танкового корпусу 1-ї гвардійської армії.
Указом Президії Верховної Ради СРСР від 31 березня 1943 року за зразкове виконання бойових завдань командування на фронті боротьби з німецько-фашистським загарбниками і проявлені при цьому мужність і героїзм молодшому лейтенанту Калініну Гавриїлу Григоровичу присвоєно звання Героя Радянського Союзу з врученням ордена Леніна і медалі «Золота Зірка» (№ 923).
Член ВКП(б) з 1943 року.
Під час Курської битви брав участь у битві під Прохорівкою, був важко поранений.
Після війни продовжував службу в армії. У 1949 році закінчив Вищу офіцерську школу в Ленінграді, в 1956 році — Військову академію бронетанкових військ.
У 1973—1978 роках — начальник Свердловського суворовського військового училища.
З 1978 року генерал-майор танкових військ Калінін — у відставці. Жив у Києві. Помер 22 березня 1995 року. Похований у Києві на Лісовому кладовищі.

## Нагороди
Нагороджений двома орденами Леніна, двома орденами Червоного Прапора, орденом Вітчизняної війни 1-го ступеня, двома орденами Червоної Зірки, орденом «За службу Батьківщині у Збройних Силах СРСР» 3-го ступеня, медалями.